# Milano-Madrid
Milano-Madrid è il quarto album di studio che il cantante spagnolo Miguel Bosé pubblica in Italia, nel 1983. L'album sarebbe in realtà il quinto della discografia, se si considera la precedente raccolta di successi cantati in italiano Bravi ragazzi - I grandi successi di Miguel Bosé, uscita l'anno precedente. Il disco prende il suo titolo dalle due città in cui il progetto viene realizzato, appunto Milano e Madrid. L'edizione spagnola, invece, interamente realizzata nella sola penisola iberica, ed affidata ai musicisti spagnoli più in voga del periodo, si intitola coerentemente Made in Spain.

## Descrizione
I brani più noti del disco sono Non siamo soli (pubblicato anche come singolo, con il brano di apertura del 33, A che serve la notte, inserito sul Lato B) e Angeli caduti. L'album comprende dieci canzoni, tutte scritte, nell'edizione italiana, dalla collaudata coppia di autori Morra & Fabrizio (già responsabili, l'anno prima, per la stesura di Bravi ragazzi e Sono amici, i due inediti inseriti nella citata raccolta). Diversamente dagli album precedentemente commercializzati in Italia, tutti caratterizzati da un mix di brani in inglese e brani in italiano, questo long-playing presenta esclusivamente tracce in italiano, seguendo l'esempio della precedente raccolta, anche se i pezzi qui proposti sono però tutti inediti. L'album Milano-Madrid andrà abbastanza bene, anche se il suo successo dipenderà più dalla scia del successo del singolo dell'anno prima e dalla grande popolarità dei due autori dei brani (è loro la canzone vincitrice di Sanremo 1982, Storie di tutti i giorni, interpretata da Riccardo Fogli) che da motivi intrinseci al lavoro stesso. Dopo l'apice raggiunto con Bravi ragazzi, la carriera italiana di Bosé entra infatti in una fase di lieve declino, che terminerà soltanto alcuni anni dopo con il singolo Se tu non torni.
Da notare la grafica di copertina, con il volto di Miguel proposto in varie pose e colori, in pieno stile pop art, realizzata da Andy Warhol. Dei dieci brani inclusi sull'album del 1983, soltanto il brano di chiusura Gente come noi verrà riproposta nella seconda raccolta di successi di Miguel, pubblicata prima in vinile, nel 1988, e poi, largamente rimaneggiata, in CD, nel 1993, l'anno prima del suo nuovo exploit, con "Sotto il segno di Caino". Per riascoltare gran parte dei pezzi (sei) di Milano-Madrid su CD, bisognerà invece attendere la doppia raccolta del 2002, pubblicata dalla Sony, intitolata "I successi di Miguel Bosé", l'unica delle varie collection a contenere Non siamo soli e Angeli caduti, escluse da tutte le altre raccolte, compreso il completissimo "Best of Miguel Bosé" del 1999, che pure ripercorre tutto l'arco della carriera musicale dell'artista, riproponendone 18 brani, di cui 9 originariamente pubblicati dalla CBS e 9 dalla WEA.

## Tracce
Testi e musiche di Morra, Fabrizio.
1. A che serve la notte – 3:38
2. Dei – 4:45
3. Concerto – 3:28
4. Lettere – 3:53
5. Angeli caduti – 4:28
6. Io, te tutti gli amici – 3:05
7. Non siamo soli – 4:02
8. In capo al mondo – 2:56
9. Voglia matta – 4:22
10. Gente come noi – 4:50

Durata totale: 39:27

## Formazione
- Miguel Bosé: voce
- Maurizio Fabrizio: pianoforte, tastiera
- Gigi Cappellotto: basso
- Andy Surdi: batteria, percussioni
- Roberto Puleo: chitarra
- Massimo Di Vecchio: tastiera

## Classifiche
| Classifica (1983) | Posizione massima |
| ----------------- | ----------------- |
| Italia            | 2                 |